# Gaultheria stereophylla
Gaultheria stereophylla är en ljungväxtart som beskrevs av A. C. Smith. Gaultheria stereophylla ingår i släktet Gaultheria och familjen ljungväxter. Inga underarter finns listade i Catalogue of Life.